# Golden Girls (ginástica)
As Golden Girls foram a equipe de ginástica artística que conquistou a medalha de ouro para os Estados Unidos na competição por equipes femininas nas Olimpíadas de Verão de 2024, em Paris . As cinco integrantes da equipe foram Simone Biles, Suni Lee, Jade Carey, Jordan Chiles e Hezly Rivera . Nos mesmos Jogos Olímpicos, Biles ganhou uma medalha de ouro na prova individual geral, tornando-se a primeira pessoa a vencer em edições não consecutivos, além de uma medalha de ouro no salto e uma medalha de prata no solo; Carey ganhou bronze no salto; e Lee ganhou bronze no evento individual geral e nas barras assimétricas.

## Histórico da equipe
Simone Biles fez parte da equipe vencedora da medalha de ouro, apelidada de Final Five, nas Olimpíadas do Rio de 2016, em que ganhou o ouro no individual geral . 
Biles, Chiles e Lee fizeram parte da equipe que conquistou a medalha de prata em Tóquio 2020, enquanto Carey competiu em Tóquio como individual.  Lee ganhou ouro no individual geral e Carey ganhou ouro no solo.  

## Provas olímpicas
A atleta com melhor pontuação no individual geral nas seletivas olímpicas de 2024, Simone Biles, foi automaticamente nomeada para sua terceira equipe olímpica.  Suni Lee, Jordan Chiles e Jade Carey terminaram em segundo, terceiro e quarto lugares, respectivamente, e foram nomeadas pela segunda vez para a equipe olímpica pelo comitê de seleção. Hezly Rivera foi a quinta pessoa nomeada para a equipe pelo comitê de seleção, após ficar em quinto lugar no geral. Joscelyn Roberson e Leanne Wong foram nomeadas como reservas viajantes da equipe feminina. Kaliya Lincoln e Tiana Sumanasekera foram nomeadas como reservas não viajantes. 

## Capitã e apelido
Biles, capitã do Fighting Four e a integrante mais experiente das Golden Girls, tendo 27 anos, foi escolhida como capitã mais uma vez por suas colegas de equipe.
As integrantes da equipe anunciaram originalmente o nome "FAFO Five" durante a coletiva de imprensa após a vitória na competição por equipes. Mais tarde, Biles anunciou nas redes sociais que o nome do time seria "Golden Girls", já que a média de idade do time era de 22,2 anos, a mais alta de qualquer outra equipe americana vencedora do ouro. 

## Jogos Olímpicos de Verão de 2024

### Fase Classificatória
Os Estados Unidos garantiram a classificação para a final por equipes em primeiro lugar, com uma vantagem de mais de cinco pontos sobre a Itália, que ficou em segundo.  Biles, Chiles e Lee competiram nas quatro modalidades, enquanto Carey competiu no salto e no solo, e Rivera participou nas barras assimétricas e na trave. No individual geral, Biles, Lee e Chiles terminaram em primeiro, terceiro e quarto, respectivamente, com Biles e Lee se classificando para a final. Chiles foi novamente eliminada devido à limitação de dois atletas por país. No salto, Biles, Carey e Chiles terminaram em primeiro, terceiro e quarto, respectivamente, com Biles e Carey se classificando para a final; Chiles estava sendo eliminado novamente devido às limitações de dois atletas por país. Nas barras assimétricas, Lee se classificou em terceiro lugar, com Biles sendo a primeira reserva para a final. Na trave de equilíbrio, Biles e Lee se classificaram para a final em segundo e quarto, respectivamente. No exercício de solo Biles e Chiles se classificaram em primeiro e terceiro lugar, respectivamente. 

### Final por Equipes
Na final por equipes, Biles e Chiles participaram das quatro modalidades, Lee competiu em três delas, exceto no salto, e Carey participou exclusivamente da prova de salto. Elas terminaram a competição com uma pontuação de 171.296, quase seis pontos à frente da segunda colocada, a Itália. Este foi o quarto título olímpico da equipe dos Estados Unidos. 
| Ginasta                             | </img>     | </img>     | </img>     | </img>     | Total       |
| ----------------------------------- | ---------- | ---------- | ---------- | ---------- | ----------- |
| Simone Biles                        | 14.900     | 14.400     | 14.366     | 14.666     | 58.332      |
| Jade Carey                          | 14.800     |            |            |            | 14.800      |
| Pimentas da Jordânia                | 14.400     | 14.366     | 12.733     | 13.966     | 55.465      |
| Sunisa Lee                          |            | 14.566     | 14.600     | 13.533     | 42.699      |
| Hezly Rivera                        |            |            |            |            |             |
| Estados Unidos</img> Estados Unidos | 44.100 (1) | 43.332 (1) | 41.699 (1) | 42.165 (1) | 171.296 (1) |

### Individual geral
Biles venceu a final geral com uma pontuação de 59.131, à frente de Rebeca Andrade, do Brasil. Lee ficou em terceiro lugar, com uma pontuação de 56.465.  Biles se tornou a terceira ginasta a ganhar dois títulos olímpicos no individual geral, depois de Larisa Latynina (1956–1960) e Věra Čáslavská (1964–1968), sendo a primeira a fazê-lo de forma não consecutiva.  Lee se tornou a primeira campeã vigente a retornar ao pódio olímpico geral desde Nadia Comaneci, em 1980.
| Ginasta      | </img> | </img> | </img> | </img> | Total  |
| ------------ | ------ | ------ | ------ | ------ | ------ |
| Simone Biles | 15.766 | 13.733 | 14.566 | 15.066 | 59.131 |
| Sunisa Lee   | 13.933 | 14.866 | 14.000 | 13.666 | 56.465 |

### Finais por aparelho
Na final do salto, Biles ganhou o ouro após realizar seu salto homônimo Biles II (Yurchenko double pike) e um Cheng. Carey ganhou o bronze após executar um Cheng e um duplo giro em Yurchenko.  Biles se tornou a segunda mulher a ganhar dois títulos olímpicos depois de Věra Čáslavská (1964–1968).  Na final das barras assimétricas, Lee conquistou o bronze, atrás de Kaylia Nemour e Qiu Qiyuan .  Na final da trave, quatro dos oito competidores caíram do aparelho, incluindo Biles e Lee. Eles terminaram em quinto e sexto lugar, respectivamente.  Na final do solo, Biles saiu dos limites duas vezes e sofreu 0,6 pontos em deduções neutras. Sendo assim, ela terminou em segundo lugar, atrás de Rebeca Andrade . Inicialmente, Chiles recebeu uma pontuação de 13,666, o que a colocou em quinto lugar. Sua treinadora, Cécile Canqueteau-Landi, entrou com uma solicitação que foi aceita e a pontuação de Chiles foi aumentada em um décimo, dando a ela uma pontuação final de 13,766, o que a colocou na terceira colocação.  A Federação Romena de Ginástica entrou com um recurso no Tribunal Arbitral do Esporte (TAS), que concluiu que a solicitação foi apresentada quatro segundos após o limite de 1 minuto. Como resultado, a pontuação de Chiles voltou a 13,666, colocando-a novamente na quinta posição. O Comitê Olímpico Internacional confirmou a decisão do TAS. 
| Ginasta              | </img> | </img> | </img>     | </img>     |
| -------------------- | ------ | ------ | ---------- | ---------- |
| Simone Biles         | 15.300 |        | 13.100 (5) | 14.133     |
| Jade Carey           | 14.466 |        |            |            |
| Pimentas da Jordânia |        |        |            | 13.666 (5) |
| Sunisa Lee           |        | 14.800 | 13.100 (6) |            |

## Pós-Olimpíadas
Biles, Carey, Chiles e Rivera participaram do Gold Over America Tour.